# Capnogryllacris alivittata
Capnogryllacris alivittata är en insektsart som först beskrevs av Griffini 1911.  Capnogryllacris alivittata ingår i släktet Capnogryllacris och familjen Gryllacrididae. Inga underarter finns listade i Catalogue of Life.